# Gläserner Mensch (Dresden)

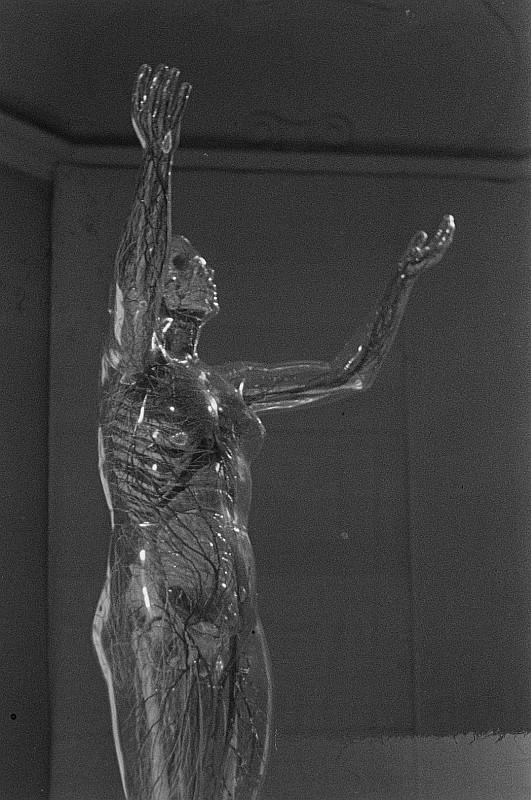
Gläserne Frau im Deutschen Hygiene-Museum, 1947.

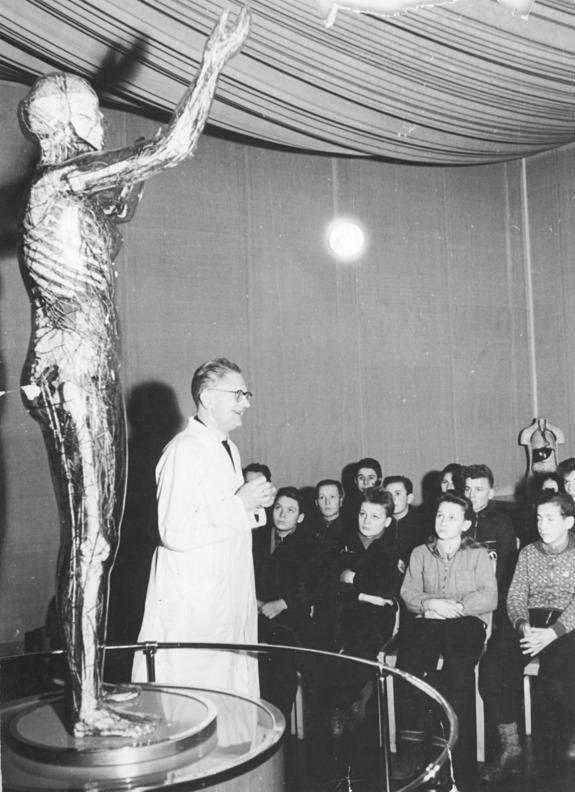
Ein Mitarbeiter des Hygiene-Museums erklärt Dresdner Jugendlichen 1958 die Gläserne Frau.

Gläserner Mensch und Gläserne Frau sind vom Deutschen Hygiene-Museum in Dresden entwickelte anatomische Menschenmodelle aus Kunststoff. Im Hygiene-Museum in der sächsischen Landeshauptstadt sind derzeit zwei Modelle ausgestellt. Zahlreiche weitere Gläserne Menschen exportierte das Museum seit den 1930er Jahren in die ganze Welt.

## Eigenschaften
Die lebensgroßen dreidimensionalen Modelle bestehen nicht aus Glas, sondern aus dem durchsichtigen Kunststoff Cellon. Zu ihrem Namen kamen sie, weil „gläsern“ ein Synonym für „transparent“ ist. Das Haut- und Muskelgewebe ist durchsichtig, so dass der Blick ins detailliert gestaltete Körperinnere – Skelett, innere Organe mit Blutgefäßen sowie Nervenbahnen – frei wird. Das Skelett ist aus Aluminium gegossen. Die inneren Organe sind aus Plastik; mehr als 40 eingebaute Glühlampen lassen die Organe auf Knopfdruck aufleuchten. Museumsbesucher können diese Beleuchtung aktiv benutzen. Nervenbahnen und Blutgefäße sind aus 0,2 Millimeter starkem Draht mit einer Gesamtlänge von mehr als zwölf Kilometern geformt. Für die Herstellung eines Exemplars sind 1800 Arbeitsstunden nötig. Bei einer Körperhöhe von 1,67 Metern wiegt eine Gläserne Frau etwa 28 Kilogramm.

## Ausstellung im Deutschen Hygiene-Museum
Das 1912 gegründete und seit 1930 im Museumsgebäude in der Pirnaischen Vorstadt ansässige Deutsche Hygiene-Museum Dresden widmet den Gläsernen Menschen in seiner Dauerausstellung „Abenteuer Mensch“ einen eigenen Raum. Zu sehen sind zwei Gläserne Frauen. Eine davon ist die erste in dem Museum produzierte Gläserne Frau. Der Textilfabrikant S. H. Champ aus Jackson, Michigan hatte sie 1935 gestiftet. Ein Jahr später kam sie ins New Yorker Museum of Science, anschließend ging sie jahrelang auf Tournee durch die Vereinigten Staaten. Von seinem letzten Standort in Nordamerika, dem Science Center in St. Louis, gelangte das Modell 1988 als Schenkung an das Deutsche Historische Museum in Berlin. Dieses stellt die Gläserne Frau als Dauerleihgabe dem Deutschen Hygiene-Museum zur Verfügung, das sie in einer Spezialvitrine ausstellt. Skelett, Adern und die inneren Organe sind bei der Gläsernen Frau sehr gut herausgearbeitet, allerdings ist der Kunststoff im Laufe der Jahrzehnte vergilbt. Ein Anfang der 1980er Jahre gebautes funktionsfähiges Modell mit farbloser Kunststoffschicht gehört ebenso zur Ausstellung. Die Gläserne Frau gilt als berühmtestes Exponat des Museums.

## Geschichte
Der Modellbauer Franz Tschackert, Präparator im Deutschen Hygiene-Museum, entwickelte und fertigte 1927 in Dresden einen ersten Prototyp des Gläsernen Menschen – eine dreidimensionale männliche Figur mit durchsichtiger Hülle. Zur II. Internationalen Hygiene-Ausstellung in Dresden im Jahr 1930 wurde der Gläserne Mensch erstmals der Öffentlichkeit präsentiert. Für Fachwelt, internationale Presse und Publikum war das Modell zur Zeit seiner Entwicklung eine technische und wissenschaftliche Sensation. Es wurde in einem verdunkelbaren Raum präsentiert. Die inneren Organe leuchteten, angefangen mit dem Herzen, nacheinander auf und eine per Grammophon abgespielte Stimme erläuterte dazu deren Funktionsweise.
Waren vor dieser Erfindung immer nur einzelne Organe präsentiert worden, ist der Gläserne Mensch das erste Anschauungsmodell, das alle wesentlichen Bestandteile des Körpers in originaler Lage, im funktionellen Zusammenhang und integriert in einen kompletten Körper zeigt. Sie waren sichtbar, ohne dass die Oberfläche abgenommen oder Gewebe verletzt werden musste. Er markierte damit den vorläufigen Höhepunkt der jahrhundertealten Tradition der Darstellung der menschlichen Anatomie. Sie hatte mit den Studien großer Künstler des 16. Jahrhunderts, unter ihnen Albrecht Dürer und Michelangelo, begonnen und 1895 in Wilhelm Conrad Röntgens Entdeckung der Röntgenstrahlung, die den Körper durchleuchten konnte, eine Fortsetzung gefunden. Zweck war die Aufklärung über den eigenen Körper und die Krankheitsprävention, jedoch spielt auch die Vorstellung von einer funktionierenden, normierten Menschenmaschine eine Rolle.

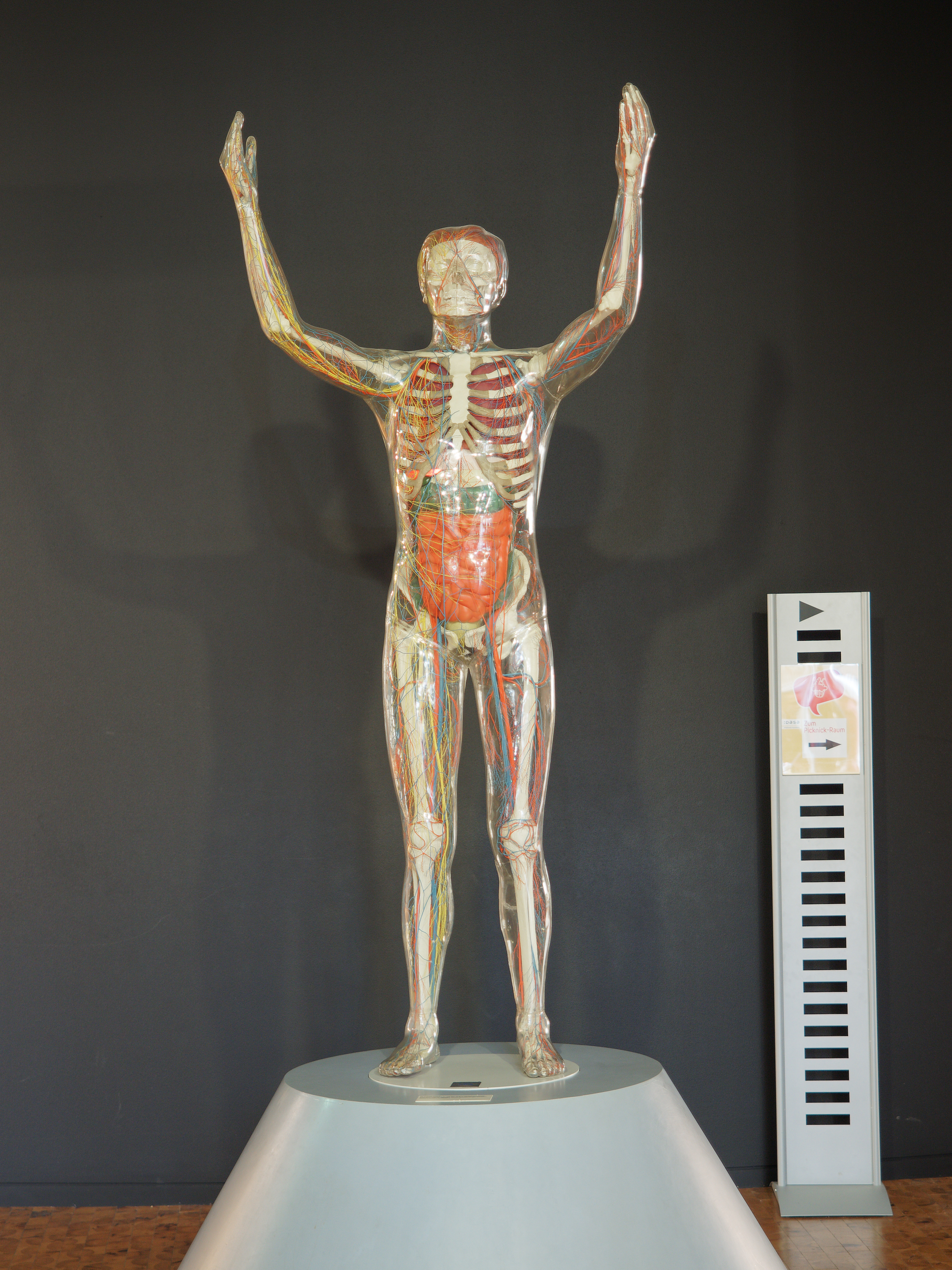
Modell in der DASA, Dortmund

Nachfragebedingt stellte das Deutsche Hygiene-Museum bis 1945 neun weitere Gläserne Menschen her, darunter 1934 einen für das Museum of Science in Buffalo. Im Jahre 1935 produzierte es auch erstmals eine Gläserne Frau. Die Modelle wurden in der gesamten Welt gezeigt. Ein Gläserner Mensch aus Dresden war auch bei der Weltfachausstellung Paris 1937 zu sehen. Nach 1949 entstanden noch einmal 56 Männer, 68 Frauen, darunter eine Schwangere, sowie fünf Gläserne Pferde, acht Gläserne Kühe und mehrere zwei Meter große Zellen. Die nur für über 16-Jährige freigegebene Mutter-und-Kind-Schau „Die gläserne Frau mit Organbeleuchtung“, die das Deutsche Hygiene-Museum im Delitzscher Rathaussaal zeigte, sorgte Anfang Februar 1954 für einiges Aufsehen.
Bereits 1931 wurde ein Modell des „durchsichtigen Menschen“ an die Erste Schweizerische Ausstellung für Gesundheitspflege und Sport als Leihgabe ausgeliehen. Gemäß Schlussbericht wurde der durchsichtige Mensch „geradezu zum 'Clou' der Ausstellung“. Eine Gläserne Frau ist seit den 1980er Jahren im Deutschen Röntgen-Museum in Remscheid zu sehen. Seit 2014 wird im Staatlichen Museum für Archäologie Chemnitz der Gläserne Neandertaler ausgestellt.  Für die Expo 2000 in Hannover entwickelte das Hygiene-Museum im Auftrag des Freistaats Sachsen einen virtuellen Menschen. Das Elbhochwasser 2002 überstand eine der in Dresden ausgestellten Gläsernen Frauen unbeschadet.